# Gymnastik under sommer-OL 2016 – Artistiske individuelle all-around (damer)
Damernes artistiske individuelle all-around under sommer-OL 2016 i Rio de Janeiro fandt sted den 11. august 2016 på Arena Olímpica do Rio. 

## Tidsoversigt
Alle tider er brasiliansk tid (UTC−3)
| Dato                    | Tid   | Runde         |
| ----------------------- | ----- | ------------- |
| Søndag 7. august 2016   | 10:30 | Kvalifikation |
| Torsdag 11. august 2016 | 16:00 | Finale        |